# Дубінський Ігор Михайлович
Ігор Михайлович Дубінський (нар. 1956 р.) — перекладач з англійської, японської, польської, португальської, італійської мов. Був головою секції перекладчів з японської мови Торговельно-промислової палати України, членом правління Всесоюзної асоціації науково-технічних перекладачів. За освітою інженер, працював у Київському політехнічному інституті.

## Перекладацька діяльність
Ігор Дубінський переклав українською мовою низку творів, що друкувалися в середині 80-х та на початку 90-х у часописі «Всесвіт», нині діє здебільшого як перекладач-синхроніст англійської мови, спорадично публікує художні переклади з японської.
Ігор Дубінський першим в Україні переклав українською твори Юкіо Місіми (повість «Сповідь маски» та п'єсу «Маркіза де Сад»), роман Кендзабуро Ое «Історія М/Т і лісового дива» («Всесвіт», №11-12, 1989), Кендзі Міядзави (збірка оповідань «Ресторан, де виконують побажання», вид. «Кальварія», 2016), Сін’їті Хосі (низка фантастичних оповідань), Дзюньїтіро Танідзакі (романи «Чорне біле» та «На любов і смак», вид. «Астролябія», 2024 та 2025; есе «Славослов'я тіням», роман «Покручений хрест» готується до друку в тому ж видавництві). Переклав також «Архітектурне проектування в регіоні Хокайдо» (російською, М., 2017) та «Чарівність, або 46 рецептів TOD» (російською, 2021).
З англійської переклав «Електронно-цифрове суспільство» Дона Тапскота, «Електронне врядування» Даґласа Хоумза (покладена в основу урядової програми електронного врядування), «Як уникнути помилкок у високоефективній рідинній хроматографії» Пола Садека.